# هاري ريدموند
هاري ريدموند (بالإنجليزية: Harry Redmond)‏ هو لاعب كرة قاعدة أمريكي، ولد في 13 سبتمبر 1887 في كليفلاند في الولايات المتحدة، وتوفي بنفس المكان في 10 يوليو 1960.

## وصلات خارجية
- هاري ريدموند على موقعبيزبول رفرنس.كوم (الدوري الرئيسي) (الإنجليزية)
- هاري ريدموند على موقعبيزبول رفرنس.كوم (الدوري الثانوي) (الإنجليزية)